# Cyperus nyassensis
Cyperus nyassensis là loài thực vật có hoa trong họ Cói. Loài này được (Podlech) Lye mô tả khoa học đầu tiên năm 1983.